# モザンビーク人の一覧
この項目では、東アフリカ/南部アフリカのモザンビーク国民の出身者の一覧を表記する。

## 音楽家
- アフリク・シモーネ
- ネイマ - マラベンタ、キゾンバのミュージシャン
- MCロジェール - ヒップホップ、マラベンタのミュージシャン

## 政治家
- ジョアキン・アルベルト・シサノ - 第2代大統領、元アフリカ連合議長、第1回モ・イブラヒム賞受賞者
- アルマンド・ゲブーザ - 第3代大統領
- ルイサ・ディオゴ - 第4代首相
- サモラ・マシェル - 初代大統領
- エドゥアルド・モンドラーネ - モザンビーク解放戦線創設者

## アスリート
- エウゼビオ - サッカー選手、元ポルトガル代表
- マリオ・コルナ - サッカー選手、元ポルトガル代表
- アルマンド・サ - サッカー選手
- シマオ・マテ・ジュニオール - サッカー選手
- マリア・ムトラ - 陸上中距離選手、オリンピック金メダリスト

## 作家
- ジョゼ・クラヴェイリーニャ - 詩人、カモンイス賞受賞者
- ミア・コウト - 小説家、ポルトガル系モザンビーク人
- ウングラニ・バ・カ・コーサ - 小説家
- ノエーミア・デ・ソウザ - 詩人
- ルイス・ベルナルド・ホンワナ - 小説家
- リカルド・ランゲル - ジャーナリスト
- マランガタナ・ングウェニア - 画家、ユネスコ平和芸術家

## その他
- 弥助 - 織田信長の家来